# El guirigay del 69
El guirigay del 69 fou una publicació setmanal dirigida per Juan Justo Uguet. La revista nasqué a Barcelona el 26 de Juny del 1869. La seva periodicitat era setmanal, tot i que a l'encapçalament del mateix hi apareixia la frase «saldrá todos los sábados, o cuando se nos antoje». Va ser una revista il·lustrada i publicada en castellà. El seu contingut era purament satíric. Segons veiem a les portades, el preu era de “4 cuartos“ per cada exemplar comprat per separat. Una subscripció trimestral costava “6 reales” a Barcelona i una semestral es podia adquirir a l'estranger també per “24 reales”
“La España con honra es como una enferma que ha mudado de médico por haberle equivocado la cura, y ha yenido : 1 dar con otro Galeno cien veces peor que 1 primero puesto que para arrancarla de la garra de la tísis le ha hecho media docena de sangrías que han acabado de envenenar su dolencia. ¡Qué aberraciones! ¡Qué anomalías! Los hombres que 8Ó preteslo de regenerar e'l país se declararon en complela rebeldía, se convierlen así que llegan á consti4uÍrse en poder en la mayor de las calamidadég públicas L. .... ¿En qué quedamos'? se hizo la revolucion por aquello de quilate tú para ponerme yo, ó para corregir abusos, eyi tar despilfarros, y combatir abiertamente la tiranía?” – Fragment de “Calamidades”. Núm 2
Aquesta, va ser una revista nascuda en un moment en què l'art anomenat “caricatura social” havia guanyat un pes molt important en la societat, afavorint un clima de llibertat i noves idees generat a Catalunya, que es sumava al caràcter antiborbònic, anticlerical i republicà ja patent a la societat catalana després del destronament de Isabel II l'any 1868. A Barcelona, rere la victòria a les eleccions a Corts Constituents dels republicans federals, es visqué un moviment de insurrecció federal. En aquell moment va néixer aquesta revista humorística.
En l'exemplar que es conserva a l'Arxiu municipal del Districte de Sant Martí de Provençals es mostra que era un document de color groguenc de 3 pàgines de 60x42cms. Aquest en concret correspon al fascicle número 10. La primera i l'última pàgina hi contenen esqueles de contingut satíric, mentre que la doble pagina central l'ocupa un gravat amb el tema central criticat o satiritzat corresponent a cada número. Cada setmana era variat.
La revista acaba en el número 11, el 10 d'Octubre de 1869. Continuarà però, anomenant-se El guirigay del 70 dirigida també per Uguet i mantenint les mateixes característiques, inclosa la correlació numèrica. Seguirà publicant amb la mateixa periodicitat i acabarà amb el seu número 20, l'Agost del 1970.

## Col·laboradors
- Juan Justo Uguet - Director
- Tomás Padró – Il·lustrador
- Eduardo Sojo – Il·lustrador